# Du själv i din församling
Du själv i din församling är en psalm med text skriven 1948 av Adrian Wennström och musik skriven 1605 av Bartholomäus Gesius eller 1628 av Johann Hermann Schein.

## Publicerad i
- Psalmer och Sånger 1987 som nr 409 under rubriken "Kyrkan och nådemedlen - Kyrkan - församlingen".[1]